# Nürnberger Rostbratwurst

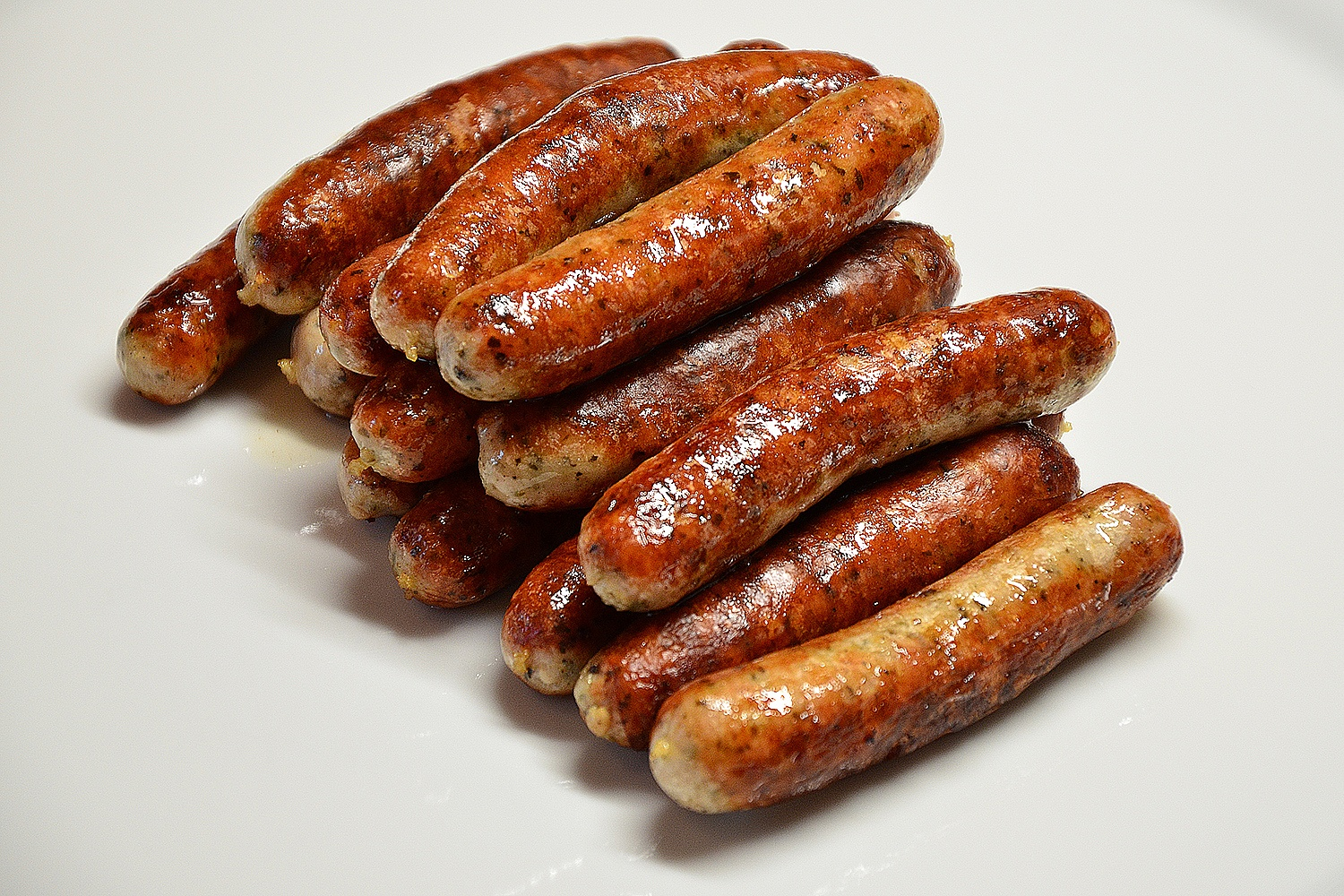
Nürnberger Rostbratwürste hechas.

La Nürnberger Rostbratwurst —en español, «salchicha de Núremberg»— es una de las especialidades culinarias de la ciudad de Núremberg y forma parte de la gastronomía típica alemana. Su tamaño oscila entre los 7 y 9 centímetros y su peso entre los 20 y los 25 gramos. Habitualmente se rellena en una fina tripa de cordero, la mejorana le confiere un sabor característico que la distingue del resto de las Bratwurst alemanas.

## Historia
La denominación de origen «Original Nürnberger Rostbratwurst» está reconocida por la Comisión Europea y únicamente las Nürnberger hechas en la región pueden obtener esta distinción.
Supuestamente el grosor de estas salchichas proviene de las cerraduras de las prisiones de esta ciudad, según se cuenta, los presos de Núremberg recibían su comida a través de estos pequeños orificios, de esta manera se desarrolló esta curiosa modalidad culinaria.
Otra leyenda bien distinta cuenta que fueron en realidad los mesoneros de Núremberg los que inventaron la salchicha para, pasado el toque de queda por las noches, poder dar de comer a los viajeros a través de los agujeros de las cerraduras.
Estas salchichas se hicieron populares en el siglo XVI, cuando las Nürnberger Rostbratwurst inundaron los mercados de la ciudad como consecuencia de la gran inflación que afectó a la zona.

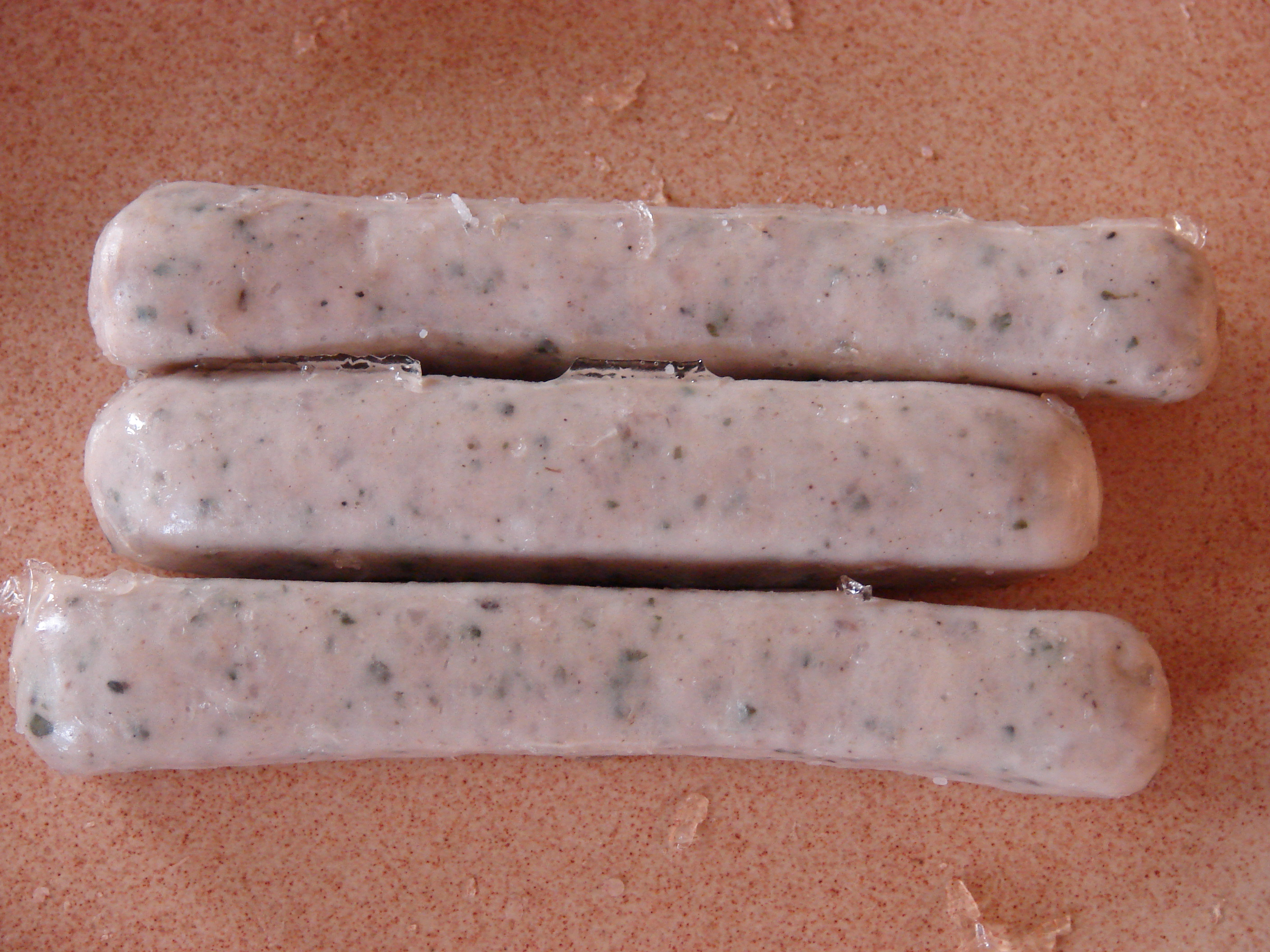
Nürnberger Rostbratwürste sin hacer.

El tradicional y popular bocadillo de Nürnberger tiene su origen en la historia del llamado Bratwurst-Stromer en el siglo XVI, el Magistrado Hans IV. Stormer (1517-1592), uno de los reos más populares de la ciudad, proveniente de la poderosa familia Stromer von Reichenbach, pasó 33 años encerrado al ser considerado culpable de delación y obscenidad. Al tratarse de un aristócrata, la justicia le dio la oportunidad de presentar una petición para hacer su reclusión más llevadera, para sorpresa de todos el condenado pidió que le llevaran todos los días hasta el momento de su muerte un bocadillo de Nürnberger Rostbratwurst.

## Preparación
Las Nürnberger Rostbratwürste son preparadas y servidas en varias charcuterías (Bratwurstbratereien) tradicionales de la ciudad, como: Zum Gulden Stern von 1419, Bratwurst-Röslein, Bratwurst-Glöcklein, locales que llevan cientos de años despachando esta delicatessen.
Habitualmente se sirven en docena o media docena con salsa meerrettich o mostaza y acompañadas de ensalada de patata o sauerkraut. En los restaurantes más conocidos de la ciudad se sirven en el plato típico de estaño. Otra manera habitual de comer este platillo es el Drei im Weggla Francón o "tres en un panecillo" que puede comprarse en cualquiera de los cientos de puestos callejeros que se encuentran en la ciudad imperial.